# フォーリング スカイズ (第1シーズン)
アメリカ合衆国のテレビドラマ『フォーリング スカイズ』（Falling Skies）の第1シーズンは、2011年6月19日に放送が始まり、8月7日に終了した。全10話でそれぞれ40分である。アメリカ合衆国ではTNTにより日曜日の午後10時より放送された。
第1シーズンではエイリアンの侵略から6ヶ月後の世界で生存者のグループが反撃するまでが描かれる。主人公である元ボストン大学教授のトム・メイソンは退役軍人であるウィーヴァー隊長と共にマサチューセッツ市民軍第2連隊を率いてレジスタンス活動をしつつ、敵に捉えられた息子のベンを捜索する。

## キャスト

### メインキャスト
- ノア・ワイリー - トム・メイソン
- ムーン・ブラッドグッド - アン・グラス（英語版）
- ドリュー・ロイ - ハル・メイソン
- ジェシー・シュラム - カレン・ナドラー
- マキシム・ナイト - マット・メイソン
- セイチェル・ガブリエル - ローデス
- ピーター・シンコダ - ダイ
- エムポー・クワホー - アンソニー
- サラ・カーター - マーガレット（マギー）
- コリン・カニンガム - ジョン・ポープ
- コナー・ジェサップ - ベン・メイソン
- ウィル・パットン - ダン・ウィーヴァー隊長

### リカーリングキャスト
- ブルース・グレイ（英語版） - スコット
- ディラン・オーサーズ - ジミー・ボランド
- ダニヤ・イスラエル - リック
- マーティン・ローチ（英語版） - マイク・トンプソン
- デイル・ダイ - ポーター大佐
- スティーヴン・ウェバー - マイケル・ハリス医師
- リン・デラゴン - ケイト
- メリッサ・クレイマー - サラ

## エピソード
| 通算 話数 | シーズン 話数 | タイトル                          | 監督                       | 脚本                               | 放送日        | アメリカ合衆国視聴者数 (百万人) |
| --- | ------------- | --------------------------------- | -------------------------- | ---------------------------------- | ------------- | ------------------------------- |
| 1 | 1             | "空から来た悪魔" "Live and Learn" | カール・フランクリン       | ロバート・ロダット                 | 2011年6月19日 | 5.91                            |
| エイリアンの地球侵略により人類の90%を滅ぼされてから半年後、歴史学者のトム・メイソン（ノア・ワイリー）は2人の息子のハル（ドリュー・ロイ）とマット（マキシム・ナイト）と共に、生き残った軍人や市民によるグループであるマサチューセッツ市民軍第2連隊に加わる。第2連隊隊長に任命されたウィーヴァー（ウィル・パットン）はトム、ハルを含む少数グループを食料や水、物資の調達に送り出す。彼らは6本足のエイリアン兵士のスキッターや2本足のハンターキラーマシーンのメックスの攻撃を受けつつも数日分の食料を持ち帰ることに成功する。任務の最中、ハルは拘束具「ハーネス」を装着されてエイリアンの奴隷となった弟のベン（コナー・ジェサップ）を目撃する。 |               |                                   |                            |                                    |               |                                 |
| 2 | 2             | "敵か味方か" "The Armory"         | グレッグ・ビーマン         | グレアム・ヨスト                   | 2011年6月19日 | 5.91                            |
| ウィーヴァー隊長はトムと少人数のチームを武器庫へ偵察に向かわせるが、そこはギャング団によって占拠されており、トムたちは人質にされ、武器や食料との交換を要求される。人質との交換の際にエイリアン船の攻撃に遭い、ギャング団は壊滅し、リーダーで生き残ったポープ（コリン・カニンガム）は第2連隊の捕虜となる。また無理矢理ギャング団に入れられていたマーガレット（サラ・カーター）は第2連隊の戦闘員となってトムのチームに加わり、彼らはベンの救出に出発する。 |               |                                   |                            |                                    |               |                                 |
| 3 | 3             | "捕虜奪還" "Prisoner of War"      | グレッグ・ビーマン         | フレッド・ゴラン                   | 2011年6月26日 | 4.20                            |
| トムとは旧知の間柄であり、子供からハーネスを安全に取り外す方法を知る医者のマイケル・ハリス医師（スティーヴン・ウェバー）が第2連隊に合流する。トムたちはベンの救出に出発するが失敗する。ハルとその恋人のカレン（ジェシー・シュラム）はエイリアンに捕らわれるが、一方で第2連隊の1人であるマイク（マーティン・ローチ）は息子のリック（ダニヤ・イスラエル）の救出に成功する。スキッターはハルの目の前でメックスに子供たちを殺させて開放し、「捕虜を1人奪えば残りを全員殺す」というメッセージを伝えさせた。トムは他の捕虜を危険にさらすことなく息子を救い出すことができないと現実を理解する。トムは医学的研究のためスキッターを1体生け捕りにする。またポープは第2連隊の新たなコックに就任した。 |               |                                   |                            |                                    |               |                                 |
| 4 | 4             | "届かぬ祈り" "Grace"              | フレッド・トーイ           | メリンダ・スー・テイラー           | 2011年7月3日  | 4.07                            |
| トムの彼のチームは使えるバイクがあるかどうかを確認するために古いバイク店に出発し、ウィーバーの提案でポープを連れて行った。店に到着した後、ポープは逃亡して眠っていたスキッター達の巣を爆破し、店にスキッターたちが集まる。一方その頃、アン（ムーン・ブラッドグッド）は捕らえたスキッターとのコミュニケーションを試み、ハリスは解剖を主張した。マイクの息子のリックがハーネス取り外し手術から目覚めると、自らハーネスを取り付け、捕らえられたスキッターを逃がそうとするが、ケージを開く寸前で止められる。トムのチームは手に入れたバイクに乗り、第2連隊が居る学校に帰還する。 |               |                                   |                            |                                    |               |                                 |
| 5 | 5             | "作戦決行" "Silent Kill"          | フレッド・トーイ           | ジョー・ワイスバーグ               | 2011年7月10日 | 3.90                            |
| トムは地元の病院にいるベンや他の捕虜の子供たちの救出作戦を考案する。一方でハリス医師は捕虜のスキッターに注射を打とうとしたところ、殴られ、絞め殺されてしまう。ハルはリックのハーネスを自分に付けて敵に化けて病院に侵入する代案を挙げる。アンはスキッターの口の奥の「軟口蓋」を利用すれば音を立てずに殺せると言い、トムとハルの目の前で捕虜のスキッターで実験してその理論を証明する。その後トムのチームはハルの計画を実行に移す。ハルは病院に侵入し、スキッターに連れられる子供たちの中に溶け込む。子供たちが眠るとハルはスキッターを殺し、トムのチームはベンと他5人の子供たちを救出してベースキャンプに戻る。救出された6人のうち1人はハーネスの除去手術の際に死亡するが、ベンを含む残り5人は生き残る。その後ベンは目覚めると父親を認識する。 |               |                                   |                            |                                    |               |                                 |
| 6 | 6             | "忍び寄る影" "Sanctuary (Part 1)" | セルジオ・ミミカ＝ゲッザン | ジョエル・アンダーソン・トンプソン | 2011年7月17日 | 4.27                            |
| アンがイーライ（ゲイジ・マンロー）という子供を治療している際、その父親が医療物資を奪い、彼と妻を連れてキャンプから逃げ出す。トム、ウィーヴァー、マイクは彼らを追跡する。そこへテリー･クレイトン中尉（ヘンリー・ツェニー）が現れ医療物資を取り返し、家族はどこかへ逃げ去る。テリーが率いていた第7連隊はスキッターにより壊滅させられたという。一方ハルはベンの肉体的、精神的な微妙な変化に気づき、それをアンに伝える。その晩、ジミー（ディラン・オーサーズ）とパーカー（ネイサン・ミッチェル）が守っていた防御地点がメックスの「フェイント攻撃」を受ける。パーカーは死亡し、ジミーはスキッターに追跡されるが、ウィーヴァーによって救われる。翌日、テリーはベンやマット、リックを含む子供たちを安全だという彼のキャンプに連れて行き、マイクとハルも同行する。だがテリーは実は敵側の協力者であり、子供を引き渡そうと企んでいた。テリーは子供たちが学校にいるという情報を彼に捕らえられたポープから聞き出していた。 |               |                                   |                            |                                    |               |                                 |
| 7 | 7             | "裏切り" "Sanctuary (Part 2)"     | セルジオ・ミミカ＝ゲッザン | メリンダ・スー・テイラー           | 2011年7月24日 | 4.07                            |
| ポープはガラスの破片を使って縄を切って脱出する。テリーのキャンプでの夕食の際、リックは食べるのを拒否する。マイクは先日に両親と共にキャンプを逃げたはずのイーライの荷物を発見する。テリーはマイクに、自分のキャンプを守るために他の子供たちを差し出すという取引をしていることを話し、彼を仲間に引き入れようとする。だがマイクは拒否し、ハルに子供たちを連れて第2連隊に戻るように告げ、その背後を守ってテリーに殺される。一方でトムはテリーたちと一緒に行った護衛が戻らず、合流するという第3連隊が一向に現れないことに疑問を感じ、ダイ（ピーター・シンコダ）を連れて出発する。ハルは民家で子供たちを休憩させ、疲れていないというベンを第2連隊のもとへ走らせ、彼は道中で合流したトムたちにテリーの裏切りを伝える。テリーたちはハルたちの隠れ家を発見するが、そこへポープが助けに入る。銃撃戦の末、ポープは負傷し、そこへトムが現れてハルたちを投降させる。テリーたちはキャンプへ戻るがそこにはウィーヴァー隊長と仲間たちが待ち構えており、形成は逆転する。テリーはハルを撃とうとするが、トムにより射殺される。学校に戻るとサラ（メリッサ・クレイマー）が第2連隊結成後初めてとなる出産を終えていた。またポープは第2連隊に戻って再びコックとなった。マイクの葬儀の際、ハルは彼の勇気を称え、ローデス（セイチェル・ガブリエル）が賛美歌を歌う。葬儀の後、リックはベンに「僕らは殺し合わない」、「君もわかるだろう」と言う。 |               |                                   |                            |                                    |               |                                 |
| 8 | 8             | "敵の正体" "What Hides Beneath"   | アンソニー・ヘミングウェイ | マーク・ヴァーヘイデン             | 2011年7月31日 | 4.31                            |
| ポーター大佐（デイル・ダイ）が第2連隊に戻り、第7連隊が壊滅しただけでなく、第4、第5連隊とも音信不通となっていることが明かされる。ポーターはスキッターたちが主要都市に集まっており、これは敵基地を破壊するチャンスであるため、一斉攻撃を仕掛ける計画があることをウィーヴァーとトムに話す。敵基地攻撃の際の爆弾の設計はポープが担当する。トムたちは効率の良い爆破ポイントを探すために市街地に偵察に向かうことになり、建築業界にいた経験のあるウィーヴァーも同行する。アンはスキッターを解剖して体内にハーネスが取り付けられているのを発見し、彼らも元々は別の生き物だったのではないかと推測する。トム、ハル、ウィーヴァーが偵察をしているとスキッターがこれまで見たこともない人型のエイリアンから指示されているのを目撃する。帰還の際、彼らはソーニャ・ランキン（ブレア・ブラウン）と遭遇し、トムとハルは彼女の家に入る。外で待っていたウィーヴァーはリックが描いた絵を見た後、トムとハルを置いてバイクで自宅へと向かう。2人が追いかけるとトムはウィーヴァーが裏庭でウイスキーを飲んでいるのを見つける。ウィーヴァーは侵略の前に妻と別れており、侵略後に彼女の家に行くとメックスの攻撃を受けて長女と共に行方不明になり、またハーネスを付けられた末娘のソフィアを見つけるが取り外しに失敗して死なせてしまったことをトムに話す。その後メックスの襲撃を受け、ウィーヴァーはここに残ると言い出すが、妻のメガネを発見して正気を取り戻す。トムはソーニャによって居場所を教えられたと考え、彼女の家に戻る。彼女の家に居ると3週間前に捕まってハーネスを付けられたカレンが人型のエイリアンと共に訪ねてくるが、トムは今は何もできないと考え去らせた。翌日、学校ではポープがメックスの装甲から銃弾を作ることに成功し、それでメックスの装甲に穴を開けてみせる。それを見ていたリックはどこかへと走り去り、ベンも後を追う。 |               |                                   |                            |                                    |               |                                 |
| 9 | 9             | "反撃開始" "Mutiny"               | ホリー・デイル             | ジョー・ワイスバーグ               | 2011年8月7日  | 5.70                            |
| ポーター大佐は行方不明となり、死んだと考えられる。第4、第5連隊とも未だ連絡が取れない。精神を病んだウィーヴァーはトムから仲間を率いて敵を攻撃できるのかと問われると、彼を監禁する。ハルとジミーの助けを得て脱出したトムは、ウィーヴァーに作戦を中止するように説得する。一方でスコット（ブルース・グレイ）とベンはスキッターの通信を妨害するため奮闘する。ウィーヴァーは戦闘員を集めて攻撃への参加者を募り、ハルもそれに加わることになる。 |               |                                   |                            |                                    |               |                                 |
| 10 | 10            | "決断のとき" "Eight Hours"        | グレッグ・ビーマン         | マーク・ヴァーヘイデン             | 2011年8月7日  | 5.54                            |
| 通信の妨害を試みるスコットをリックが襲い、学校から飛び出す。リックはハーネスを付けられた少女のミーガン（ニーアム・ウィルソン）と会い、自分をスキッターの仲間に戻すように頼むと、彼女は第2連隊の全情報を渡すように言う。トムが追いつくと情報を渡したリックは見捨てられていた。その頃第4、第5連隊の壊滅を確信するとウィーヴァーは単独での作戦実行を決め、ハルには戻ってこの戦いを伝えるように命じる。トムはスキッターに第2連隊の隠れ家が知られたため、少数の戦力を残して民間人を避難させることに決める。メックス軍団の襲撃が始まり、スコットとベンは妨害電波を発信して敵の混乱を狙う。戻ったハルから状況を聞くと、トムはウィーヴァーたちの救出に向かう。トムはポープと負傷したアンソニー（エムポー・クワホー）と会い、メックスの金属を施したロケットランチャーを入手する。トムはウィーヴァーを発見し、敵基地に向かってロケットランチャーを1つ発射する。キャンプへ戻る途中、トムとウィーヴァーはハーネスを付けたカレンと彼女を支配する人型エイリアンに遭遇する。彼女はベンはハーネスによる変容が止まらず、トムが来なければいずれ連れ戻されると言う。騙されるなと言うウィーヴァーを尻目にトムは宇宙船へと乗り込む。 |               |                                   |                            |                                    |               |                                 |

## 製作

### スタッフ
ロダットとスピルバーグはプロジェクトのエグゼクティブ・プロデューサーを務める。グレアム・ヨスト、ジャスティン・ファルヴェイ、ダリル・フランクもまたエグゼクティブ・プロデューサーである。ヨストは以前にHBOのミニシリーズ『ザ・パシフィック』でもスピルバーグと働いていた。マーク・ヴァーヘイデンは共同エグゼクティブ・プロデューサーとショーランナーを務める。ヴァーヘイデンは『GALACTICA/ギャラクティカ』でプロデューサーと脚本家を務めていた。グレッグ・ビーマンもまた共同エグゼクティブ・プロデューサーを務める。以前に『LOST』で働いていたメリンダ・スー・テイラーはスーパーバイジング・プロデューサーを務める。ジョン・ライアンはセット・プロデューサーである。

### 撮影
パイロット版は2009年にオンタリオ州オシャワで撮影され、第1シーズンの残りのエピソードは翌年の7月から11月にハミルトンとトロントで撮られた。

## 公開

### プロモーション
番組の公式ウェブサイトでは放送開始前よりウェブコミックが公開されていた。コミックは隔週で公開され、エイリアンの侵略から数週間後のキャラクターの動向が描かれた。2011年6月5日にダークホースコミックスに104ページの書籍版が発売された。またキャラクター・ビデオもオンラインで入手可能である。ビデオは『フォーリング スカイズ』の主要キャラクターが掘り下げられる。2011年6月14日、プロモーション・キャンペーンの一環として、TNTのロゴと『Falling Skies Technical』が入った車がソーシャルゲーム『Mafia Wars』の景品として公開された。

### 放送
アメリカ合衆国では2011年6月19日よりケーブルテレビチャンネルのTNTで初回が放送された。2011年夏より世界75ヵ国で放送が始まった。

### Blu-ray及びDVD
第1シーズンのDVD及びBlu-rayは北アメリカで2012年6月5日、イギリスで2012年7月2日、オーストラリアで2012年8月28日に発売された。収録内容は第1シーズンの全話の他に、パイロット・エピソードの拡張版とオーディオコメンタリー、第2シーズンのプレビュー、2011年のコミコン・インターナショナルのパネル、削除されたシーン、キャラクタープロフィール、国際プロモーション映像、メイキングが含まれた。またBlu-rayにのみトレーディングカードが封入された。

## 評価

### 批評家の反応
『ハリウッド・リポーター』のティム・グッドマンは「『フォーリング スカイズ』のエンターテインメント的な価値とサスペンスはちょうど良いペースだ。あなたは、我々が最終的にそれらの答えを得るだろうという感覚を得る。またそして、すぐに次のエピソードを食い入るだろう」と評した。『シカゴ・サンタイムズ』のトーマス・コナーは「信頼できる家族ドラマだが、エイリアンと一緒だ」と評した。彼は続けて「これは『ジェリコ』・ミーツ・『V』であり、両方の良い部分を併せ持って、悪い部分が無くなっている」と述べた。

### 視聴率
第1シーズンの2時間の初回は590万人の視聴者を獲得し、同年開始のケーブルテレビのシリーズとしては最高であった。18-49歳の視聴者は260万人、25-54歳では320万人であった。第8話は431万人が視聴し、18-49歳層でレイティングは1.5であり、ターゲット・デモでTNTで最高値のシリーズであった。シーズン最終回は初回以来最高となる560万人の視聴者を獲得し、18-49歳層では250万人であった。第1シーズンは同年開始したケーブルテレビのシリーズにおける18-49歳の視聴者数ではFXのドラマシリーズ『アメリカン・ホラー・ストーリー』と同等であった。イギリスでは非地上波チャンネルのFXで初回が放送され、40万2000人の視聴者を獲得した。